# Açagra (llinatge)
El llinatge dels Açagra era un llinatge de rics-homes aragonesos d'origen navarrès.

## Escut d'armes
Desconegut.

## Llista dels Açagra
- Pero Ruiz d'Açagra
- Pero Ferrández d'Açagra
- Álvaro d'Açagra
- Gonzalo López d'Açagra
- Gil Garcés d'Açagra
- Lope Garcés d'Açagra